# Залізниця Федерації Боснії і Герцеговини
Державне підприємство Залізниць Федерації Боснії і Герцеговини (JPŽ Федерації) — залізнична транспортна компанія, що була заснована в 2001 році згідно з рішенням уряду Федерації Боснії і Герцеговини про злиття компанії JP Біг залізниць і залізниць ПК Герцег-Босна. Є членом Міжнародного союзу залізниць (МСЗ). Код країни — 50.

## Історія
До 1992 року колії та інші частини інфраструктури залізниць у Боснії і Герцеговині були відремонтовані та введені в експлуатацію.
У період війни з 1992 року по 1995 рік інфраструктура залізниць Боснії і Герцеговині була повністю зруйнована. Загальний збиток, нанесений залізниці, складав мільярд доларів. На сьогоднішній день, більшість трас, мостів, залізничних об'єктів і контактної мережі obnovljenji відремонтовано і встановлено рух по всій території Боснії і Герцеговини.
2005 рік залізниць у Федерації Боснії і Герцеговини отримав дев'ять шматок набір сучасних індійських поїздах, які 2010. рік поставлені ŽFBH-ст.
В Серпні 2016 Року. у рік залізниці у Федерації Боснії і Герцеговини купив виробничій фірмі Revom Dobošnicu, компанія, яка займається proizovdnjom і ремонт залізничних транспортних засобів. З цим рухом, залізниць у Федерації Боснії і Герцеговини став єдиним залізниць у країнах колишньої СФРЮ, які мають свою власну майстерню для виготовлення і ремонту залізничного транспорту.

#### Індійські поїзди Talgo

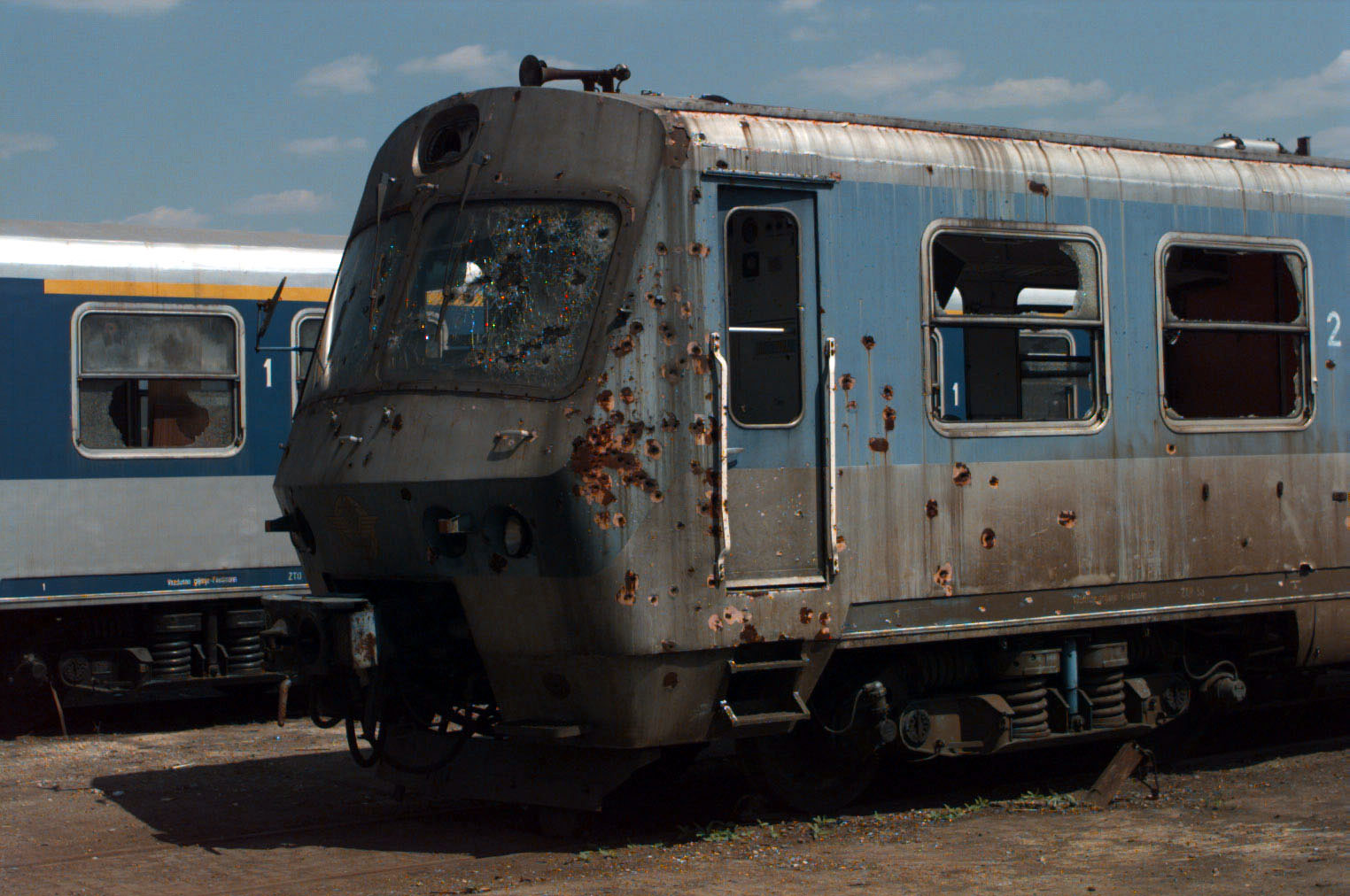
Під час війни в Боснії знищили поїзд

2005 року на залізниці Федерації Боснії і Герцеговини вже було 9 шт. нових потягівTalgo, ще від JP Željeznice у Федерації Боснії і Герцеговини збільшили борг до 66,7 млн. уряду Іспанії, і які були поставлені у 2010 році. рік. В даний час знаходиться в депо Rajlovac і TS споживання. Для виходу з індійських поїздах в русі, які призначені для міжнародних перевезень, необхідно дозвіл на рух на залізницях у Штатах в районі Боснії і Герцеговини. Від Міністерства морських справ, транспорту та інфраструктури Хорватії були отримані рішення про використання шести-шматок Люкс для перевезень по залізницях смуги Хорватії , які носять тимчасовий характер і закінчується в грудні. Для отримання дозволу для руху на залізницях Сербії та Угорщини було підготовлено і розглянуто в документації, але вони повинні припинити видавати дозволи тільки після отримання дозволу на Хорватію.
На зустрічі з послом Боснії і Герцеговини, а також представники індійських компаній в Мадриді і Будапешті razogovarat зможете Microsoft вирішила випустити транспортного коридору 5-C трафік, що представники індійських компаній розглядають як найкраще рішення. Пройде і одного додаткового наради з представниками угорських залізниць, які припускають, що Microsoft вирішила використовувати для двох відносинах: - в нічний час, на маршруті Будапешт - Сараєво, і протягом дня за маршрутом Будапешт - Pečuh, для підтримки свого існування він займається дипломатія Іспанії.

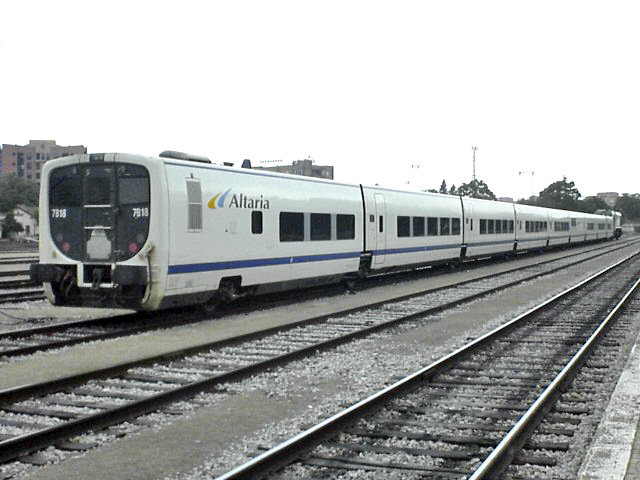
состав вагонів Talgo, які куплені ŽFBH в 2005 році.

Тим часом, відбулася третя зустріч представників державного транспорту Угорщини, а також представники Міністерства транспорту Хорватії, де вони обговорювали лінію Будапешт - Сараєво, проходячи через Осієк і teretoriju Хорватії. До цих пір працюють над пошуком вигідних рішень для залізниць у Федерації Боснії і Герцеговини з даного питання.
У червні 2016 року. рік залізниць у Федерації Боснії і Герцеговини вирішив все-таки Індійського істеблішменту, нехай в пробці, і вони потім використовуються на маршрутах Сараєво - Загреб-Сараєво - баня-лука, і після завершення капітального ремонту і в Мостар. За даними Rifata Čabrića, виконавчий директор для роботи оператор залізничних, рух в Боснії і Герцеговині буде використовувати 4 набору, а решта 5 не плануєте орендувати залізниць Туреччини. 23. Серпня 2016. рік був і тест їзди від Сараєво, Зіниці, і від 26. на вересень 2016 року. років в регулярному застосуванні за маршрутом Сараєво-Добой.

## Інфраструктура - лінії
Залізниця у Федерації Боснії і Герцеговини в даний час мають такі типи колій:
| Вид смуги           | Довжина    |
| ------------------- | ---------- |
| Одноколійні ділянки | 540,420 км |
| Двоколійні ділянки  | 68,453 км  |
| Загальна довжина    | 608,495 км |

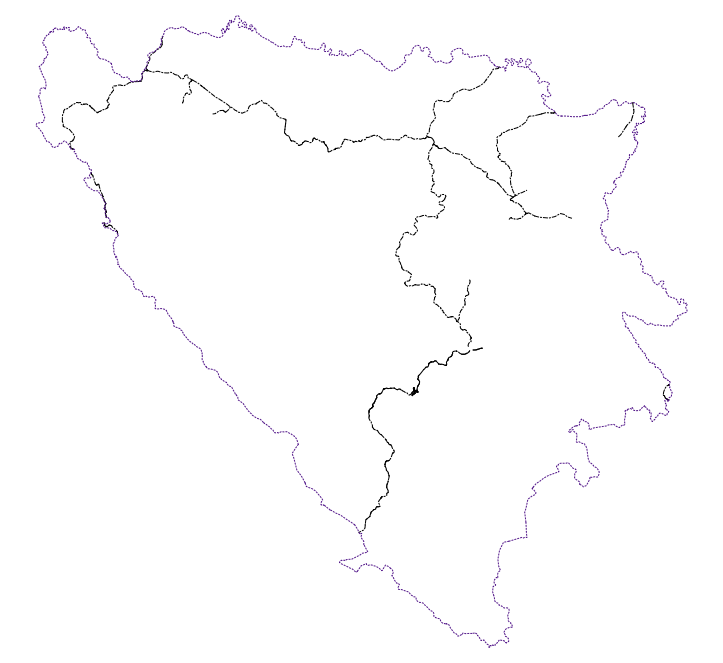
Мережа залізниць у Боснії і Герцеговині

Крім цих колій, ŽFBIH з 163 залізничних тунелів на території Федерації Боснії і Герцеговини, 233 залізничного мосту і 34 залізничних віадуків.
Загальна довжина електрифікованих/неелектрифікованих ділянок:
| Вид смуги                 | Довжина    |
| ------------------------- | ---------- |
| електрифіковані ділянки   | 440,927 км |
| неелектрифіковані ділянки | 167,568 км |

## Інфраструктура - швидкість і маса

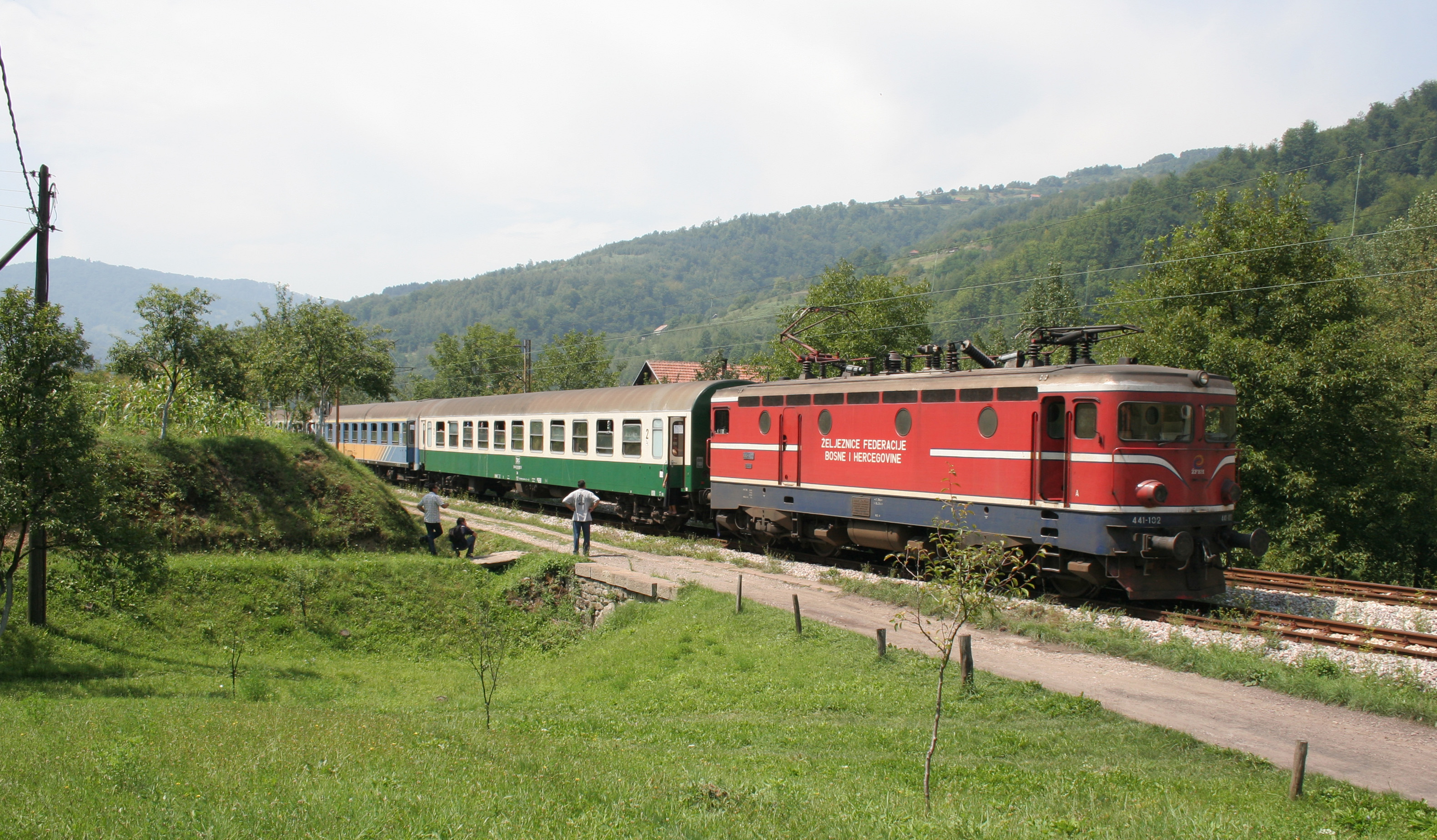
Поїзд ŽFBH

Допускається швидкість руху пасажирських і вантажних поїздів на маршрутах у Федерації Боснії і Герцеговини (вираженої в км/год):
| Акції                                          | Пасажирських перевезень | Вантажні перевезення |
| ---------------------------------------------- | ----------------------- | -------------------- |
| Добой-Зіниця-Добой                             | 70                      | 50                   |
| Зіниця-Podlugovi-Zenica                        | 70                      | 50                   |
| Podlugovi-Rajlovac Біля Сараєво-Podlugovi      | 70                      | 50                   |
| Сараєво-Коніці-Сараєво                         | 70                      | 50                   |
| Кониц-Мостар-Коніці                            | 70                      | 50                   |
| Мостар-Чапліна-Мостар                          | 70                      | 50                   |
| Брчко-ЛЗ. Луки-Район                           | 50                      | 50                   |
| ЛК. Луки-Будинок-ЛЗ. Луки                      | -                       | 50                   |
| Тузла-Dobošnica-Тузла                          | -                       | 50                   |
| Цивинисе-Калесия-Цивинисе                      | -                       | 50                   |
| Острів Боснійсько-Бихач Саме Острів Боснійська | 50                      | 50                   |
| Бихач Саме-Мартін-Брід-Бихач Саме              | -                       | 50                   |

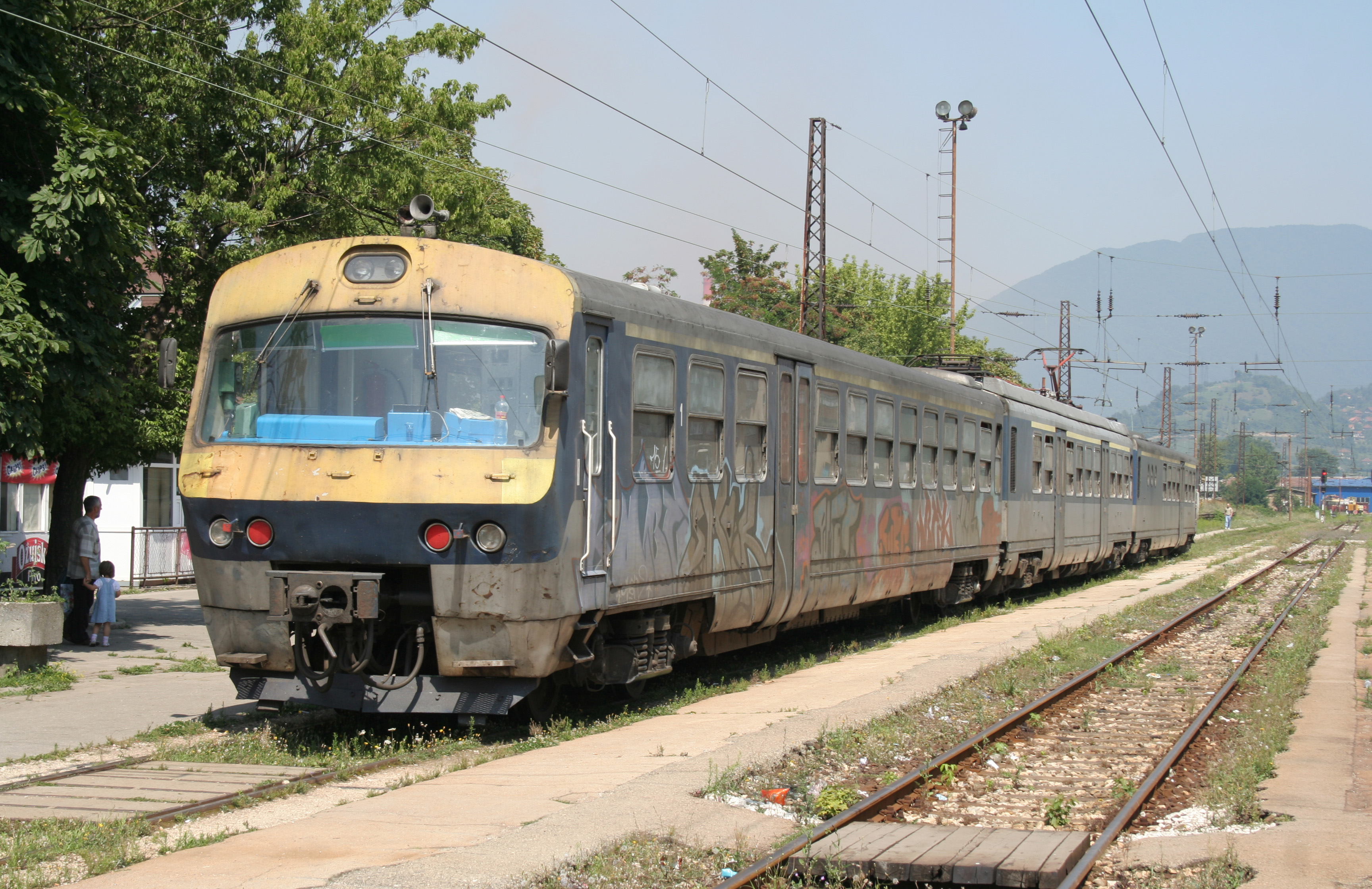
Електропоїзд ŽFBH у Зениці

Допустима маса поїздів і вантажів за маршрутами у Федерації Боснії і Герцеговини (у Тоннах):

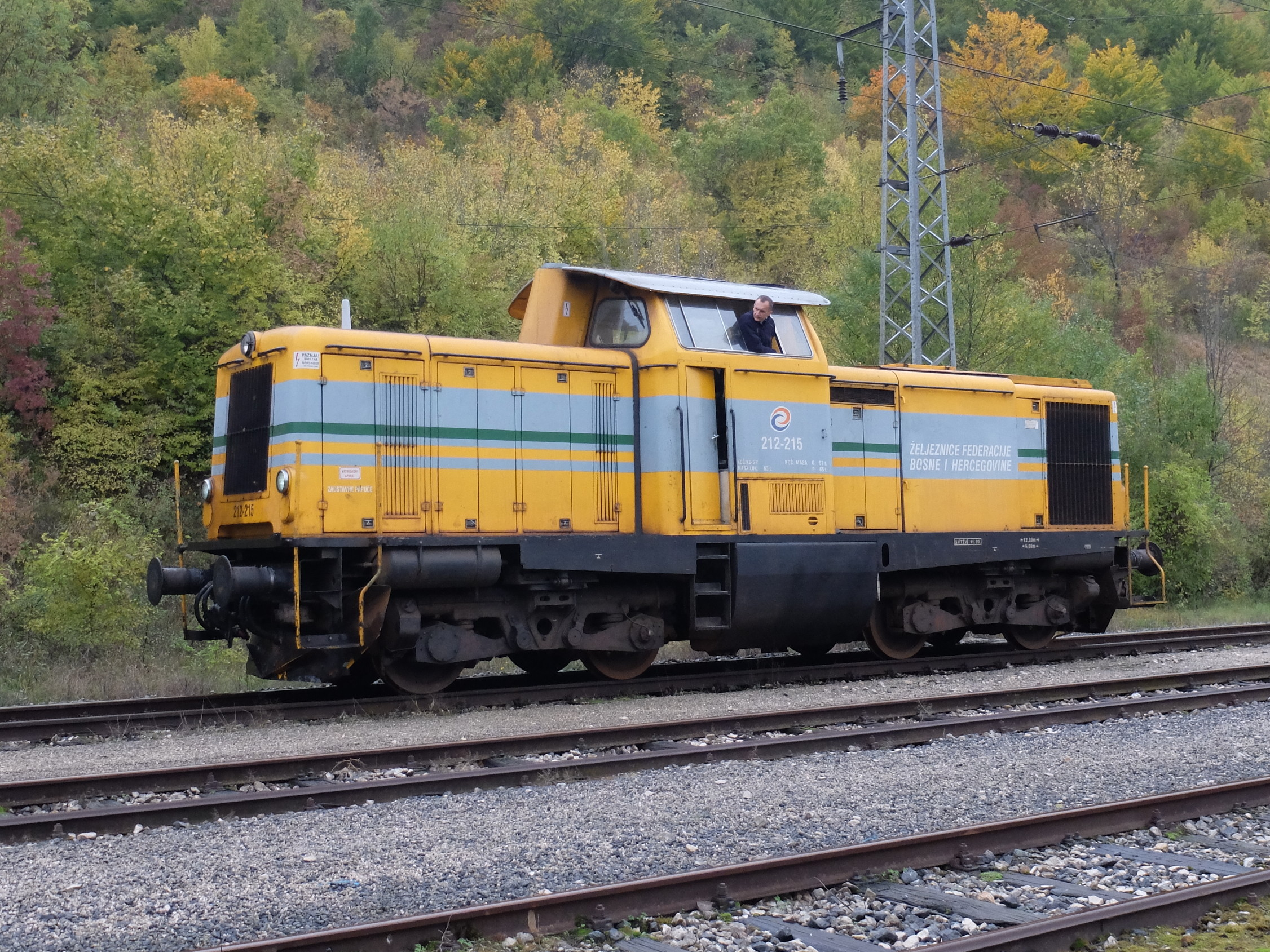
Локомотив ŽFBH-і тип 212

| Акції                                     | Від'їзд | Повернутися |
| ----------------------------------------- | ------- | ----------- |
| Добой-Зіниця-Добой                        | 1450    | 2000        |
| Зіниця-Podlugovi-Zenica                   | 1450    | 2000        |
| Podlugovi-Rajlovac Біля Сараєво-Podlugovi | 1450    | 2000        |
| Сараєво-Коніці-Сараєво                    | 1015    | 1015        |
| Кониц-Мостар-Коніці                       | 2000    | 1015        |
| Мостар-Чапліна-Мостар                     | 2000    | 1765        |
| Dobošnica-Тузла                           | 2000    | 1800        |
| Район (Буховец) - ЛЗ. Луки                | 1400    | 1400        |
| Поле Боснієць - Бановичи                  | 1130    | 1500        |
| Цивинисе - Калесия (Зворник)              | 1500    | 1300        |
| Б. Новий (О. Б.) - Мартін Брід            | 1400    | 2000        |

## Паровози і вагони
В даний час залізниця FBIH має наступні дизель- і електровози та пасажирських вагонів:
| модель          | тип                   | приписка    | статус     |
| --------------- | --------------------- | ----------- | ---------- |
| ŽFBH serija 441 | Električna lokomotiva | Jugoslavija | U upotrebi |
| ŽFBH serija 411 | EMU                   | Mađarska    | U upotrebi |
| ŽFBH serija 661 | Dizelska lokomotiva   | Španija     | U upotrebi |
| ŽFBH 212        | Dizelska lokomotiva   | Njemačka    | U upotrebi |
| Talgo 7         | пасажирські вагони    | Španija     | U upotrebi |

## Відомості про перевезення вантажів і пасажирів
ŽFBH найбільший прибуток отримує за рахунок вантажних перевезень; для економіки ŽFBH дуже важливо роль мать: більшість хімічної промисловості та гірничодобувної промисловості в Тузлі, металоконструкцій ArceloorMittal-і в Зіниці, і алюміній в Мостарі користується послугами вантажних перевезень залізницею у Федерації Боснії і Герцеговини.
Пасажиропотік має невелику частку в загальній сумі доходів залізничної компанії Федерації, і ŽFBH це навіть прибутку і фінансових втрат.

### Зовнішньоторговельний оборот
В цій таблиці показано, що обсяг товарів в тонни (т) на лініях Державної компанії залізниць у Федерації Боснії і Герцеговини в період з 1991 року. до 2015 року. рік.
В області перевезень залізничних вантажів в період січень-березень 2016року було перевезено 1.955.000 тонн вантажів та отримано 164.921.000 тон/км, у порівнянні з аналогічним періодом 2015 році менше 7 % тонн перевезених вантажів і менше на 22,3 % тон/кілометра.

### Пасажирські перевезення
У 2014 році загалом на рік перевезено 357.404 пасажирів, що на 13,99 % менше порівняно з 2013 роком і на 23,93 % менше порівняно з планом на 2014 рік. У загальній складності 22.616.834 пасажиро-кілометрів, що становить на 9,64 % менше порівняно з 2013 роком а за планом менше на 23,93 % порівняно з планом на 2014 рік.
Željeznice Federacije Bosne i Hercegovine

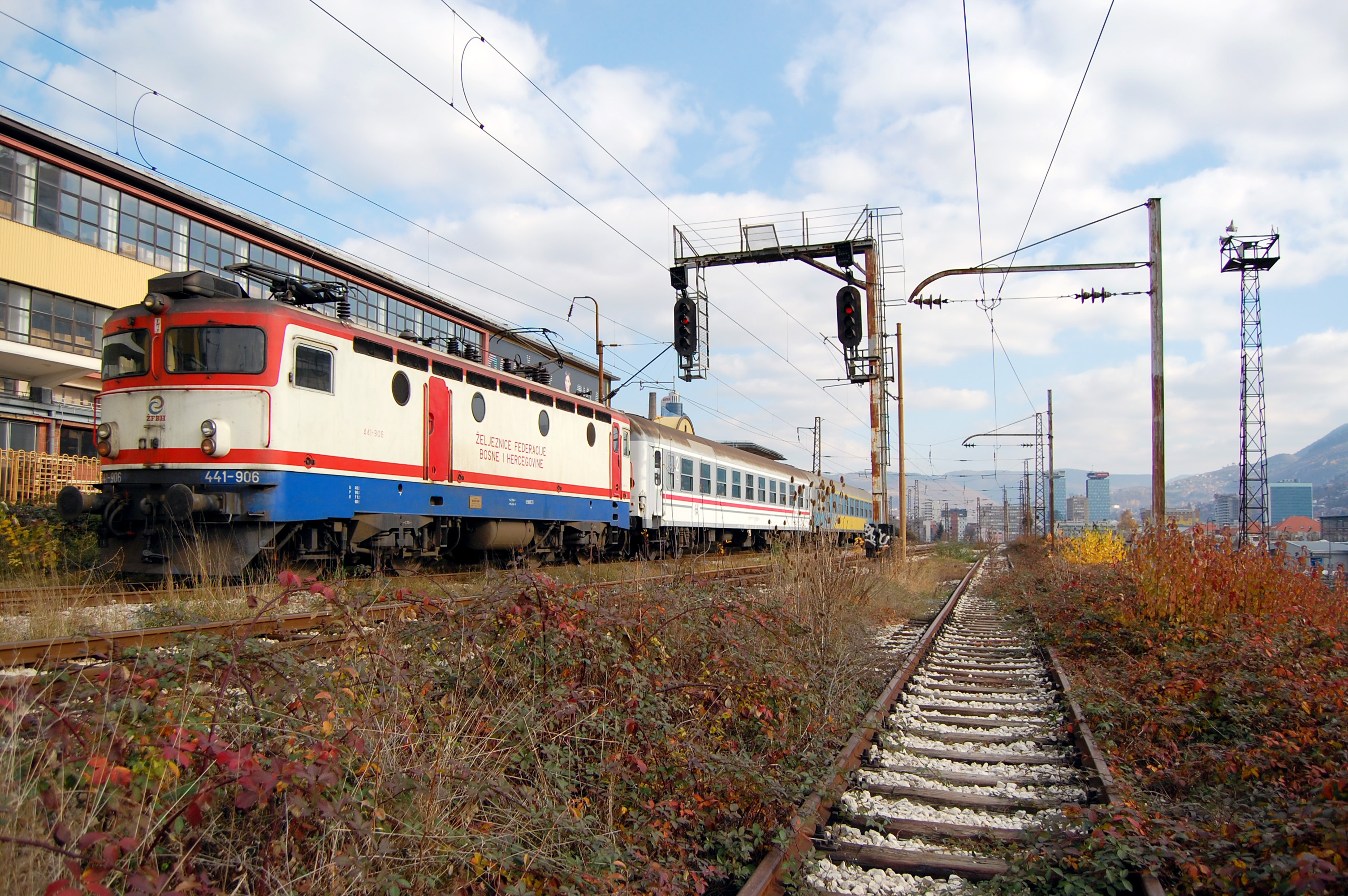
Поїзд ŽFBH в Сараєво

В період січень-березень 2016 року було перевезено 60.000 пасажирів і досягнуто показника близько 2.872.000 пасажиро-кілометрів, порівняно з аналогічним періодом 2015 року менше на 20 %, в той час як пасажиро-кілометрів нижче, ще 34,8 %. крім того, зниження обсягів пасажирських перевезень сприяє проєкт реконструкції лінії Сараєво-Брандіна, відстань близько 30 км, яка проходить з січня 2015 року до серпня 2016 року.

## Інвестиції в інфраструктуру (2010.-)

### Адаптація станційних будівль
ŽFBIH у 2011 року розпочала проєкт реконструкції 28 будиноків станцій і будівання високих платформ для потреб вагонів Talgo. Вартість цих робіт становила близько 2,4 млн. KM, у той час як кошти, надані з sindiciranog кредити розладу в жовтні 2010 року. Цей проєкт охоплює наступні станційні будівлі: Tuzla, Živinice, Ljubače, Bukovac, Mramor, Lukavac, Kreka, Banovići, Maglaj, Zavidovići, Nemila, Drivuša, Kakanj, Visoko, Semizovac, Rajlovac, Drežnica, Ovčari, Bradina, Konjic, Čelebići, Jablanica, Raštani, Žitomislići i Šurmancii. Обсяг робіт в осередку відрізняється від станції до станції, в залежності від ступеня пошкодження будівлі і Сем деградації.

### Реконструкція лінії Сараєво-Брадіна
В січні 2015 року. рік, ŽFBIH і італійська компанія GFC підписали договір про реконструкцію залізничної лінії Sarajevo-Bradina, загальною протяжністю близько 30 км. Вартість реконструкції становила понад 25 млн. євро. проєкт фінансувався Європейським банком реконструкції та розвитку (ЄБРР). Завершення цієї ділянки було заплановано на серпень 2016 року. Реконструкція цих колій буде означати збільшення допустимої швидкості руху на даному маршруті.

## Організація

### Управління
- Голова правління - Генеральний директор - Ібрагім Džafić
- В. Д. виконавчий директор з питань розвитку залізничної інфраструктури - Robović Zulfo,
- В. Д. виконавчий директор для роботи залізничного оператора - Рифат Čabrić
- В. Д. виконавчий директор з економічних питань - Іван Бркіч
- В. Д. виконавчий директор з розвитку бізнесу та інвестицій - Ахмед Mandžo

### Наглядова рада
Члени Наглядової ради ŽFBiH:
1. Jadranko Stojkić
2. Šefkija Botonjić
3. Rasim Muminović
4. Dalfina Боснійця
5. Snježana Šindrić
6. Vanja Pirgić